# Ferdinand (Anhalt-Köthen)

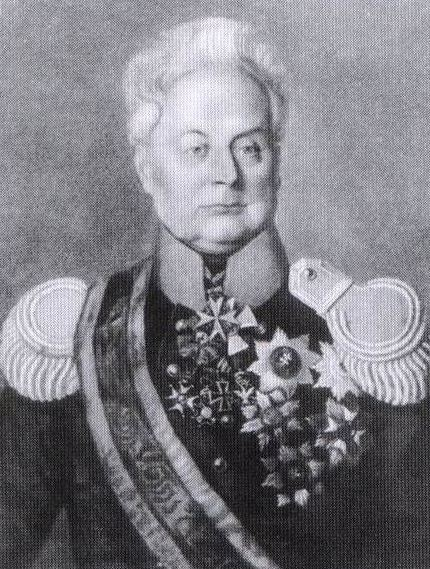
Herzog Ferdinand von Anhalt-Köthen

Friedrich Ferdinand, Herzog von Anhalt-Köthen, Lithographie von Josef Lanzedelli d. Ä.

Herzog Friedrich Ferdinand von Anhalt-Köthen (* 25. Juni 1769 in Pleß; † 23. August 1830 in Köthen) war regierender Herzog von Anhalt-Köthen, einem der anhaltinischen Herzogtümer, und preußischer Generalleutnant.

## Leben
Ferdinand wurde als zweiter Sohn des Fürsten Friedrich Erdmann von Anhalt-Köthen-Pleß aus dem Geschlecht der Askanier, und der Gräfin Louise Ferdinande zu Stolberg-Wernigerode geboren. Er trat 1786 in die preußische Armee ein, in der er als Angehöriger eines regierenden Hauses rasch Karriere machte. Im ersten Koalitionskrieg von 1792 bis 1794 bereits Major, wurde er dreimal verwundet, darunter zweimal schwer, und mit dem Orden Pour le Mérite ausgezeichnet. Von 1795 bis 1802 war er als Oberstleutnant Chef des Füsilier-Bataillons Nr. 10 bzw. der aus insgesamt drei Bataillonen bestehenden Oberschlesischen Füsilierbrigade.
Nach dem Tod seines Vaters übernahm Ferdinand 1797 die Regierung im ererbten oberschlesischen Fürstentum Pleß. In den Folgejahren unternahm Ferdinand im Einverständnis König Friedrich Wilhelms III. Reisen nach Böhmen, in die Ukraine und nach Bukarest. Im Mai 1803 zum Oberst befördert, kommandierte er ab Oktober 1805 das Husarenregiment Schimmelpfennig (H 6).

### Im Krieg von 1806/07 und in den Befreiungskriegen
Im Herbst 1806 zog Ferdinand an der Spitze seines Regiments in den Krieg gegen Frankreich. Nach der Schlacht bei Jena schlug er sich mit seinem Regiment bei Zehdenick durch die feindlichen Linien. Ferdinand wandte sich nach Pommern, wo er versprengte Soldaten und 3000 Pferde sammelte, die er dem König nach Ostpreußen zuführte. Dieser ernannte ihn im November 1806 erfreut zum Generalmajor und sandte ihn mit Sondervollmachten als Generalgouverneur nach Schlesien. Ferdinands Versuch, mit einem von ihm organisierten Korps Breslau zu entsetzen, scheiterte ohne sein Verschulden. Weil auch weitere Unternehmungen zur Rückeroberung Schlesiens erfolglos blieben, nahm Ferdinand Anfang Februar 1807 Waffenstillstandsverhandlungen mit dem französischen Oberkommandierenden Jérôme Bonaparte auf, musste sich aber nach dem Fall von Schweidnitz nach Böhmen zurückziehen und sich von den Österreichern entwaffnen lassen. Daraufhin setzte der König Ferdinands bisherigen Stellvertreter, den Grafen Götzen an seine Stelle. Gekränkt ersuchte Ferdinand um seinen Abschied, den ihm der König jedoch erst nach dem Frieden von Tilsit gewährte. Danach lebte er wieder in Pleß und bereiste Holland und Frankreich.
Bei Beginn des Befreiungskriegs von 1813 wünschte Ferdinand ein Kommando als General in der mobilen Armee, doch der König übertrug ihm wegen seiner angegriffenen Gesundheit die Aufstellung der schlesischen Landwehr.
Seine erste Ehe mit Luise von Schleswig-Holstein-Sonderburg-Beck (1783–1803) endete durch den Tod der erst zwanzigjährigen Gattin nur drei Monate nach der Hochzeit. Im Jahr 1816 vermählte er sich in zweiter Ehe mit der Gräfin Julie von Brandenburg (1793–1848), der Tochter König Friedrich Wilhelms II. und dessen „Gemahlin zur linken Hand“ Gräfin Sophie von Dönhoff. König Friedrich Wilhelm III. verlieh Ferdinand den Schwarzen Adlerorden.

### Regierender Herzog von Anhalt-Köthen
Am 16. Dezember 1818 gelangte Ferdinand nach dem Tod seines Neffen 2. Grades, des minderjährigen Herzogs Ludwig von Anhalt-Köthen, an die Regierung dieses Herzogtums, worauf er seinem Bruder Heinrich die Standesherrschaft Pleß überließ. Friedrich Wilhelm III. ernannte ihn 1819 zum Generalleutnant und dekorierte ihn zugleich mit dem Eisernen Kreuz II. Klasse.
Anhalt-Köthen grenzte seit dem Wiener Kongress im Jahr 1815 an Anhalt-Bernburg, Anhalt-Dessau und Preußen. Mit Preußen kam es zu Zollstreitigkeiten, die Ferdinand 1821 erstmals vor die Bundesversammlung brachte. Er blieb bemüht, Nienburg (Saale) als Anhalt-Köthens Exporthafen auszubauen, um den preußischen Zoll auf dem Wasserweg zu umgehen. Erst 1828 schlichtete der Beitritt der Anhaltischen Staaten zum Preußisch-Hessischen Zollverein den Zwist.
Auf einer Reise nach Paris trat Ferdinand 1825 mit seiner zweiten Gemahlin Julie zum Katholizismus über. Seine nicht von Erfolg gekrönten Rekatholisierungsbestrebungen ebenso wie seine Versuche, auch der evangelischen Kirche des Landes einen hierarchischen Charakter zu verleihen, erweckten vielerseits Unzufriedenheit. Als herzoglicher Beichtvater und Hofkaplan wurde der belgische Jesuit Pierre Jean Beckx (1795–1887) nach Köthen berufen. Herzog Ferdinand richtete 1826 eine Gesandtschaft seines Landes beim Hl. Stuhl ein und ernannte den rührigen Katholiken Theodor Friedrich Klitsche de la Grange (1799–1868), einen Verwandten seiner Frau, zum Geschäftsträger.
Der Nachwelt ist Ferdinand bekannt durch seine langjährige Förderung der Homöopathie von ihren ersten Anfängen an. Dem heimatlos umher irrenden Samuel Hahnemann bot er 1821 einen festen Wohnsitz, indem er ihn zum herzoglichen Leibarzt ernannte. Hahnemann verblieb mit seiner großen Familie fast vierzehn Jahre in Köthen, und hier entstanden viele seiner wichtigsten Werke, ehe er 1835 – inzwischen seit knapp fünf Jahren verwitwet – eine französische Patientin heiratete und mit ihr nach Paris zog, wo er 1843 verstarb.
Ferdinands Interesse für die Landwirtschaft konzentrierte sich vor allem auf die Schafzucht, da Wolle ein wichtiger Exportartikel Anhalt-Köthens war. In Grimschleben bei Nienburg erbaute der Hofbaumeister Gottfried Bandhauer einen architektonisch bedeutenden klassizistischen Schafstall. Angesichts des knappen Weidelands in Anhalt gründete Ferdinand 1828 die Schafzucht-Kolonie „Askania Nova“ in der Südukraine (Taurische Steppe, nördlich der Halbinsel Krim), die noch heute unter diesem Namen als Naturschutzgebiet für Steppentiere weiter existiert.
Unter Herzog Ferdinands Regierung errichtete Bandhauer unter anderem von 1823 bis 1828 den Ferdinandsbau des Köthener Schlosses, 1829 das kurzlebige Kloster und Spital der Barmherzigen Brüder, und kurz vor seinem Tod 1830 die katholische Hof- und Pfarrkirche St. Maria.
Der Herzog unterhielt ein Naturalienkabinett und erwarb dafür 1821 für 2000 Reichstaler die ornithologische Sammlung von Johann Friedrich Naumann.
Ferdinand, seit dem 22. Mai 1830 Ritter des Ordens vom Goldenen Vlies, starb kinderlos in Köthen am 23. August 1830 und wurde in der Krypta der Marienkirche beigesetzt. Die Regierung übernahm sein Bruder Heinrich. Ferdinands Witwe Julie ließ sich in Begleitung des Hofkaplans Beckx in Wien nieder.